# ターボル - ベヒニェ線
ターボル～ベヒニェ線（チェコ語: Elektrická dráha Tábor–Bechyně）は、チェコ国鉄の鉄道線の名称である。路線番号は202。
1903年、帝立王立国有鉄道により開業した。

## 運行形態

### 定期列車
- ターボル - ベヒニェ
各駅停車のみ2時間に1本の運行だが、平日午後および春・夏は増発され、1時間に1本運行される。この増発列車は、多くがフシェフラピ、ベジェロヴィツェ、ベヒニェ停留所を通過する（ただし夕方のベヒニェ方面行はフシェフラピ停車が多い）。ターボルで、220号線プラハ方面・ブヂェヨヴィツェ方面双方の特急と接続する。
過去の運行形態
2019年以前は全て各駅停車で、平日は一日9往復、休日は一日7往復で、2～4時間に1本の運行であった。
2020,21年度に、2時間に1本の運行となった。平日の夕刻および春・夏は途中駅通過の列車が増発され、1時間に1本となった。
2022年度より、春・夏の午前・日中に、途中駅通過の列車の多くが運行を取りやめた。
2025年度より、途中駅通過の列車の運行を春・夏の日中と平日午後に拡大した。

### 臨時列車
- 「ベヒニェの夏」号
旧型車両で運行。夏季のみ、2週間に1回、一日2往復が運行する。各駅に停車する。
2019年以前は、途中、スラピ、マルシツェ、スドムニェルジツェのみに停車していた。

## 駅一覧
以下では、チェコ国鉄202号線の駅と営業キロ、停車列車、接続路線などを一覧表で示す。
- 種別
  - Os：普通
- 停車駅
  - ■印：全列車停車
  - ●印：一部通過

| 路線名 | 駅名                               | 駅間営業キロ | 累計営業キロ | Os | 接続路線                                                                                      | 所在地       | 所在地     |
| ------ | ---------------------------------- | ------------ | ------------ | -- | --------------------------------------------------------------------------------------------- | ------------ | ---------- |
| 202    | ターボル駅                         | -            | 0.0          | ■  | 201号線（ピーセク方面） 220号線（プラハ方面、ブヂェヨヴィツェ方面） 224号線（イフラヴァ方面） | 南ボヘミア州 | ターボル郡 |
| 202    | ホルキ・ウ・ターボラ駅             | 4.3          | 4.3          | ■  |                                                                                               | 南ボヘミア州 | ターボル郡 |
| 202    | スラピ駅                           | 1.6          | 5.9          | ■  |                                                                                               | 南ボヘミア州 | ターボル郡 |
| 202    | リビェイツェ駅                     | 0.8          | 6.7          | ■  |                                                                                               | 南ボヘミア州 | ターボル郡 |
| 202    | マルシツェ駅                       | 3.7          | 10.4         | ■  |                                                                                               | 南ボヘミア州 | ターボル郡 |
| 202    | チェンコフ・ウ・マルシツ駅         | 1.3          | 11.7         | ■  |                                                                                               | 南ボヘミア州 | ターボル郡 |
| 202    | トルジェベリツェ駅                 | 1.8          | 13.5         | ■  |                                                                                               | 南ボヘミア州 | ターボル郡 |
| 202    | フシェフラピ駅                     | 1.1          | 14.6         | ●  |                                                                                               | 南ボヘミア州 | ターボル郡 |
| 202    | ベヒニスカー・スモレチ駅           | 2.0          | 16.6         | ■  |                                                                                               | 南ボヘミア州 | ターボル郡 |
| 202    | スドムニェルジツェ・ウ・ベヒニェ駅 | 2.0          | 18.6         | ■  |                                                                                               | 南ボヘミア州 | ターボル郡 |
| 202    | ベジェロヴィツェ駅                 | 2.4          | 21.0         | ●  |                                                                                               | 南ボヘミア州 | ターボル郡 |
| 202    | ベヒニェ停留所                     | 2.3          | 23.3         | ●  |                                                                                               | 南ボヘミア州 | ターボル郡 |
| 202    | ベヒニェ駅                         | 0.8          | 24.1         | ■  |                                                                                               | 南ボヘミア州 | ターボル郡 |